# Беднякът милионер
„Беднякът милионер“ е британска филмова драма от 2008 г., режисирана от Дани Бойл, написана от Саймън Беафоу, и сърежисирана в Индия от Ловълийн Тандан. Филмът е адаптация по едноименният роман от 2005 г. на индийския писател и дипломат Викас Сваруп. Заснет в Индия, филмът разказва историята на Джамал Малик - млад мъж от един от бедните квартали на Мумбай, наречен Жиху, който участва в индийската версия на играта „Кой иска да бъде милионер?“ (на български: „Стани богат“) („Каун Банега Крорепати“ във версията на хинди). Достигайки до последния кръг на състезанието Джамал надминава очакванията на зрителите, като по този начин събужда сериозни подозрения за измама, а всъщност по странна прищявка на съдбата всеки един от въпросите връща в съзнанието му спомени за събития от живота му дотогава – в повечето случаи с трагичен характер.
След световната си премиера на Филмовия фестивал в Телюрайд, Колорадо и последващите прожекции на Международния филмов фестивал в Торонто и на Лондонския филмов фестивал, „Беднякът милионер“ стартира прожекции в киносалоните в Обединеното кралство на 9 януари 2009 г. и в САЩ на 23 януари 2009 г. Премиерата в Мумбай е на 22 януари 2009 г.
„Беднякът милионер“ получава множество положителни отзиви на критиката, с похвали за своя сюжет, саундтрак и режисура. В допълнение, той е номиниран за десет награди „Оскар“ през 2009 г., и спечелва осем – повече от всеки друг филм през 2008 г. – включително за най-добър филм, най-добър режисьор и най-добър адаптиран сценарий. Филмът също така печели седем награди БАФТА (включително най-добър филм), пет Награди на критиката и четири Златни глобуса.

## В България
На 15 февруари 2015 г. bTV Cinema излъчва филма с български дублаж за телевизията. Дублажът е от студио „Медиа Линк“. Екипът се състои от:
| Преводач            | Яна Янева                                                                           |
| Режисьор на дублажа | Мария Ангелова                                                                      |
| Тонрежисьор         | Цветан Дацов                                                                        |
| Озвучаващи артисти  | Десислава Знаменова Йорданка Илова Георги Георгиев-Гого Момчил Степанов Емил Емилов |